# Marie-Andrée Leclerc
Pour les articles homonymes, voir Leclerc.
Marie-Andrée Leclerc, née le 26 octobre 1945 à Saint-Charles-de-Bellechasse et morte le 20 avril 1984 à Lévis, est connue comme étant la principale complice du tueur en série Charles Sobhraj. Alors qu’elle était secrétaire médicale à Lévis, au Québec, elle rencontre le tueur en série lors d'un voyage touristique en Inde en 1975, et fermera par la suite les yeux sur les meurtres et les vols qu'il a alors commis.

## Biographie
Marie-Andrée Leclerc est née à Saint-Charles-de-Bellechasse le 26 octobre 1945. Elle fait ses études dans la région de Québec et devient secrétaire médicale dans une clinique de Lévis.
Au printemps 1975, elle fait un voyage touristique en Inde, accompagnée de son ex-fiancé. C'est à Srinagar qu'elle fait la connaissance de Charles Sobhraj dont elle tombe amoureuse. Il lui sert de guide à travers le pays puis, à la fin du voyage, lui fait promettre de revenir le voir en Asie. Revenue à Lévis, elle reçoit de lui lettres d'amour sur lettres d'amour la pressant de venir le rejoindre à Bangkok, son nouveau port d'attache. Il lui achète même son billet d'avion.
En juillet 1975, elle repart cette fois pour la Thaïlande.

### Meurtres en Thaïlande
Amoureuse de Sobhraj et subjuguée par lui, Marie-Andrée Leclerc devient alors sa marionnette et consent à se faire sa complice dans les escroqueries qu'il perpètre. Charles Sobhraj se sert de sa connaissance de l'Asie et de son commerce de pierres précieuses pour attirer des touristes en mal d'aventure. Il leur vole leur argent et leur passeport après les avoir endormis ou drogués.
L'une de leurs victimes, Dominique Renelleau, est resté avec eux plusieurs mois, et son témoignage incrimine directement Marie-Andrée Leclerc. Il est tombé malade après avoir absorbé une potion qu'elle lui avait donnée. Sobhraj le garde chez lui pour des raisons obscures après lui avoir dérobé son passeport et son argent. Il se fait appeler Alain Gauthier et Leclerc a pris le nom de Monique. Peut-être cherche-t-il à se créer une famille à l'instar de Charles Manson à la fin des années 1960. C'est à cette époque également qu'il engage un Indien nommé Ajay Chowdhury qui devient son homme à tout faire.
Les premiers meurtres commis par le gang ont lieu à l'automne 1975. La plupart des personnes assassinées avaient passé quelque temps avec le clan et il semble que Sobhraj ait décidé de s'en débarrasser parce qu'elles menaçaient de dénoncer son escroquerie.
Le 15 octobre 1975, une jeune hippie américaine de 21 ans, Teresa Knowlton, est retrouvée noyée sur les berges du golfe de Thaïlande près de Pattaya. L'autopsie démontrera qu'on lui a maintenu de force la tête sous l'eau. Quelques-uns de ses biens seront plus tard retrouvés dans l'appartement de Sobhraj.
La victime suivante est un Turc nommé Vitali Hakim dont le corps brûlé est retrouvé sur la route de Pattaya. Selon Dominique Renelleau, il séjourne quelques jours dans l'appartement de Sobhraj qui s'est par la suite servi de son passeport pour différents voyages. Puis les corps de deux Hollandais, Henk Bintanja et sa fiancée Cornelia Hemker, sont retrouvés étranglés et brûlés en banlieue de Bangkok. Les voisins de Sobhraj témoigneront les avoir vus dans l'appartement de Sobhraj peu avant leur disparition. Enfin, une Française nommée Stéphanie Anne-Marie Parry, qui s'est mise à la recherche de son ami Vitali Hakim, cogne un jour à la porte du meurtrier. Son corps sera retrouvé le 1er décembre 1975 dans les mêmes circonstances que celui de Teresa Knowlton.
Marie-Andrée Leclerc nie ultérieurement, de toutes ses forces, avoir été au courant de ces crimes. Pourtant, elle n'hésite pas à se faire appeler Monique lorsque Sobhraj le lui demande et c'est elle qui administre les remèdes prescrits à Dominique Renelleau et aux autres victimes. L'une des victimes dira plus tard : « Il fallait bien qu'elle soit au courant. N'importe qui ayant des yeux et des oreilles pouvait se rendre compte de ce qui se passait dans cet appartement ». Plus tard, elle se sert du passeport de femmes assassinées pour quitter la Thaïlande et le Népal.

### Meurtres au Népal et en Inde
Le 18 décembre 1975, Sobhraj et sa complice partent pour le Népal, accompagnés d'Ajay Chowdhury. Le couple utilise les passeports de Heink Bintanja et de Cornelia Hemker pour y entrer. Dans leurs contacts avec leurs victimes, comme repris dans la mini-série policière Le Serpent sortie en 2021 et inspirée de ces faits criminels, Marie-Andrée semble être là pour donner confiance, quoique cette présence soit contestée par l'avocat Daniel Rock. À Katmandou, les 21 et 22 décembre, ils sont accusés d'avoir assassiné le Canadien Laurent Carrière et son amie californienne Connie Bronzich dont les corps calcinés sont retrouvés dans un champ près de la capitale népalaise. Sobhraj et Leclerc reviennent en Thaïlande avec les passeports de leurs victimes avant que leur disparition ne soit signalée.
Toujours accompagnés de Chowdhury, ils se rendent ensuite à Bombay où ils tuent l'Israélien Avoni Jacob après lui avoir dérobé son passeport. Après un détour à Singapour, où ils dépouillent un autre touriste, ils retournent en Thaïlande. Là, pour une raison inconnue, Ajay Chowdhury disparaît. Son corps ne sera jamais retrouvé.
À Bangkok, Sobhraj s'aperçoit qu'une enquête a lieu concernant les meurtres de l'automne précédent et que des soupçons pèsent sur lui. Leclerc et lui fuient le pays et retournent en Inde. Ils font alors entrer dans leur gang deux femmes, l'Australienne Mary Ellen Eater et la Britannique Barbara Smith, et c'est avec leur complicité qu'ils empoisonnent le Français Jean-Luc Salomon, à qui ils dérobent argent et passeport. Le crime a lieu à Delhi.
En juillet 1976, à New Delhi, le groupe décide de droguer un groupe de touristes français mais le médicament commence à faire effet avant qu'ils ne retournent se coucher dans leurs chambres. Soupçonnés, Sobhraj et ses complices sont aussitôt appréhendés par la police indienne.

### Prison et procès
Emprisonnée à la prison de Tihar, Marie-Andrée Leclerc est accusée de complicité dans les meurtres survenus en Inde, soit ceux de Jean-Luc Salomon et de Avoni Jacob. Le 28 juillet 1978, elle est acquittée du meurtre de Salomon mais doit continuer à séjourner en prison en attendant le procès ayant trait à celui de Jacob. Durant l'intermède, elle témoigne en faveur de Sobhraj dans son procès. Le couple nie même avoir jamais rencontré Jean-Luc Salomon. Elle proteste lorsqu'il est finalement reconnu coupable de meurtre.
En 1980, elle et Sobhraj sont reconnus coupables du meurtre d'Avoni Jacob. Leclerc décide de faire appel du jugement et est aussitôt libérée sans qu'on lui permette de sortir du pays.
En juillet 1983, souffrant d'un cancer de l'ovaire, elle est autorisée à retourner au Canada à condition de se présenter une fois tous les trois mois au Haut-Commissariat indien à Ottawa et de s'engager à revenir en Inde pour la poursuite du procès dès que sa santé le lui permettra. Les communautés religieuses paient la caution de 18 000 $ exigée par la Cour.
À l'automne 1983, elle publie un livre intitulé Je reviens dans lequel elle raconte sa version de l'histoire. Elle y affirme qu'elle n'a jamais aimé Charles Sobhraj, bien que son journal intime de l'époque semble prouver le contraire.
Marie-Andrée Leclerc meurt à l'Hôtel-Dieu de Lévis, emportée par le cancer, le 20 avril 1984 à l'âge de 38 ans.